# Стоян Секулов
Стоян Секулов – Таралинга е български революционер, деец на Вътрешната македоно-одринска революционна организация.

## Биография
Стоян Секулов е роден през 1883 година в демирхисарското село Брезово, тогава в Османската империя. Получава образование и заминава да работи в Румъния. През 1905 година пристига в България, където става четник на Тане Стойчев и от май същата година действа в Леринско. От ноември 1905 година е четник при Петър Христов Германчето в Преспанско. След това се прехвърля в демирхисарско при Ташко Арсов, но през юли 1906 година е освободен по молба на бедстващите му родители и се завръща в родното си село, където се и оженва. Служи като легален деец на организацията до 1912 година. През 1914 година е мобилизиран от сръбските власти, окупирали Вардарска Македония, но съумява да дезертира и да се прехвърли в България, откъдето се включва в българската армия. След края на Първата световна война се завръща в родния си край, но умира от инфлуенца.